# Кокчетавский уезд
Кокчета́вский уе́зд — административно-территориальная единица в составе  Области Сибирских Киргизов, Акмолинской области, Омской губернии и Акмолинской губернии. Уездный центр — город Кокчетав. До 1898 года назывался Кокчетавский округ.

## Этимология наименования
Именован по одноимённому наименованию района и города, расположенного у гор Кокшетау.

Ишимъ, дающiй названiе всей ствепи, выходитъ изъ горъ, разграничивающихъ на Востокъ и Западъ, и здѣсь течетъ по Киргизской и Зюнгорской степи. Гористую страну называютъ Киргизцы Коксе Тау, а двѣ горы, изъ коихъ выходятъ источники, Нура-Тау и Дипаръ-Тау. Отъ его истока и до впаденiя въ лѣвую сторону Иртыша, щитается по дневнымъ переѣздамъ болѣе 700 верстъ.
— И. П. Фальк (1785-1786 годы)

## Административное деление
| Казахское название волостей                               | Русское название волостей | Численность |       |
| --------------------------------------------------------- | ------------------------- | ----------- | ----- |
|                                                           |                           | аулов       | юрт   |
| Атагай-багышевская (Атагаевского рода)                    | Кокчетавская              | 9           | 1592  |
| Исенбакгы-киреевская (Майлибалгинская) (Киреевского рода) | Котуркульская             | 9           | 1730  |
| Монтык-караульская (Караул-уваковского рода)              | Восточная                 | 6           | 976   |
| Карача-джаулыбаевская (Атагаевского рода)                 | Зерендинская              | 11          | 1940  |
| Джаксылык-есенбаевская (Караул-уваковского рода)          | Мизгильская               | 6           | 1095  |
| Чонгурча-чоктубаевская (Атагаевского рода)                | Чалкарская                | 7           | 1134  |
| Кочкулы-баимбетевская (Атагаевского рода)                 | Аиртавская                | И           | 1842  |
| Келды-ногаевская (Атагаевского рода)                      | Джиландинская             | 10          | 1366  |
| Итого по Кокчетавскому уезду:                             |                           | 69          | 11675 |

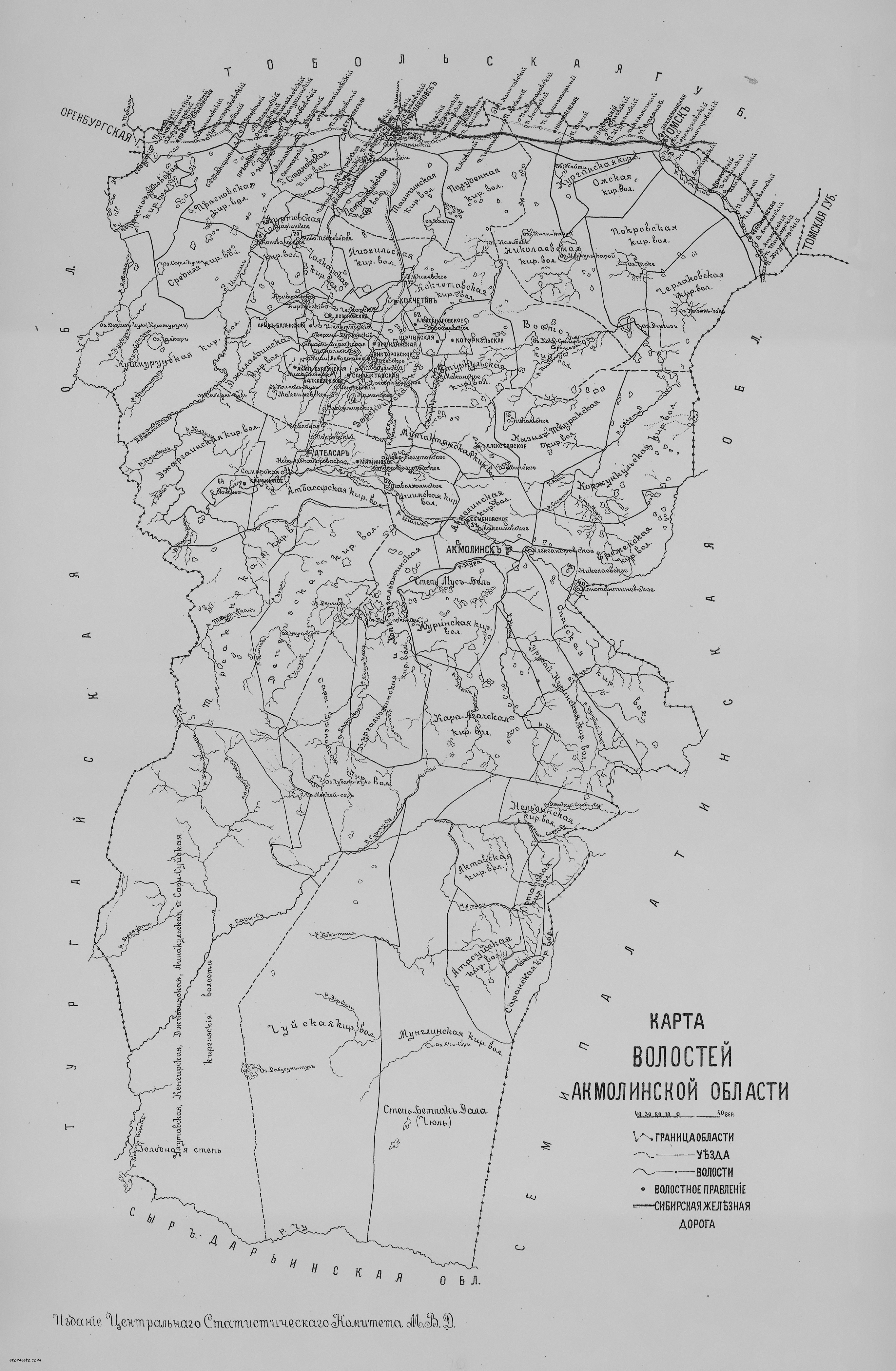
Карта волостей Акмолинской области 1893 года

В 1913 году в уезде было 13 волостей и 8 станиц: Александровская, Балкашинская, Викторовская, Вознесенская, Гавриловская, Дмитриевская, Казанская, Каменская, Константиновская, Кривоозерная, Макинская, Николаевская, Павловско-Подгородная волости и станицы Акан-Бурлукская, Арык-Балыкская, Зерендинская, Кокчетавская, Котуркульская, Лобановская, Сандыктовская, Щучинская.
В 1926 году волостей было 17: Акан-Бурлукская, Балкашинская, Бостандыкская (центр — г. Кокчетав), Володарская, Восточная (центр — урочище Кок-Тюбе), Джеландинская (центр — с. Акан-Бурлук), Кокчетавская, Красная (центр — с. Казанское), Красноармейская (центр — с. Сухотинское), Крестьянская (центр — г. Кокчетав), Макинская, Октябрьская (центр — с. Карасевское), Ортакшиларская (центр — с. Казанское), Рузаевская, Советская (центр — с. Николаевское), Щучанская, Энбекшильдерская (центр — с. Щучинское).

## История
Кокчетавский округ в составе Акмолинской области был образован в 1854 году. В 1898 году был переименован в Кокчетавский уезд. В 1918 году Акмолинская область стала именоваться Омской областью, а в 1919 — Омской губернией. В 1921 году Кокчетавский уезд был передан в Акмолинскую губернию Киргизской АССР, в составе которой и оставался до своего упразднения в 1928 году.

## Население
По данным переписи 1897 года в уезде проживало 155,5 тыс. человек. 
В том числе: 
- казахи — 50,8 %;
- русские — 31,0 %;
- украинцы — 12,4 %;
- мордва — 4,3 %;
- татары — 1,0 %.

В уездном городе Кокчетаве проживало 4962 человек.
Аргыны — 82 % в казахском населении (атыгай, карауыл)..